# Kabelblåsning

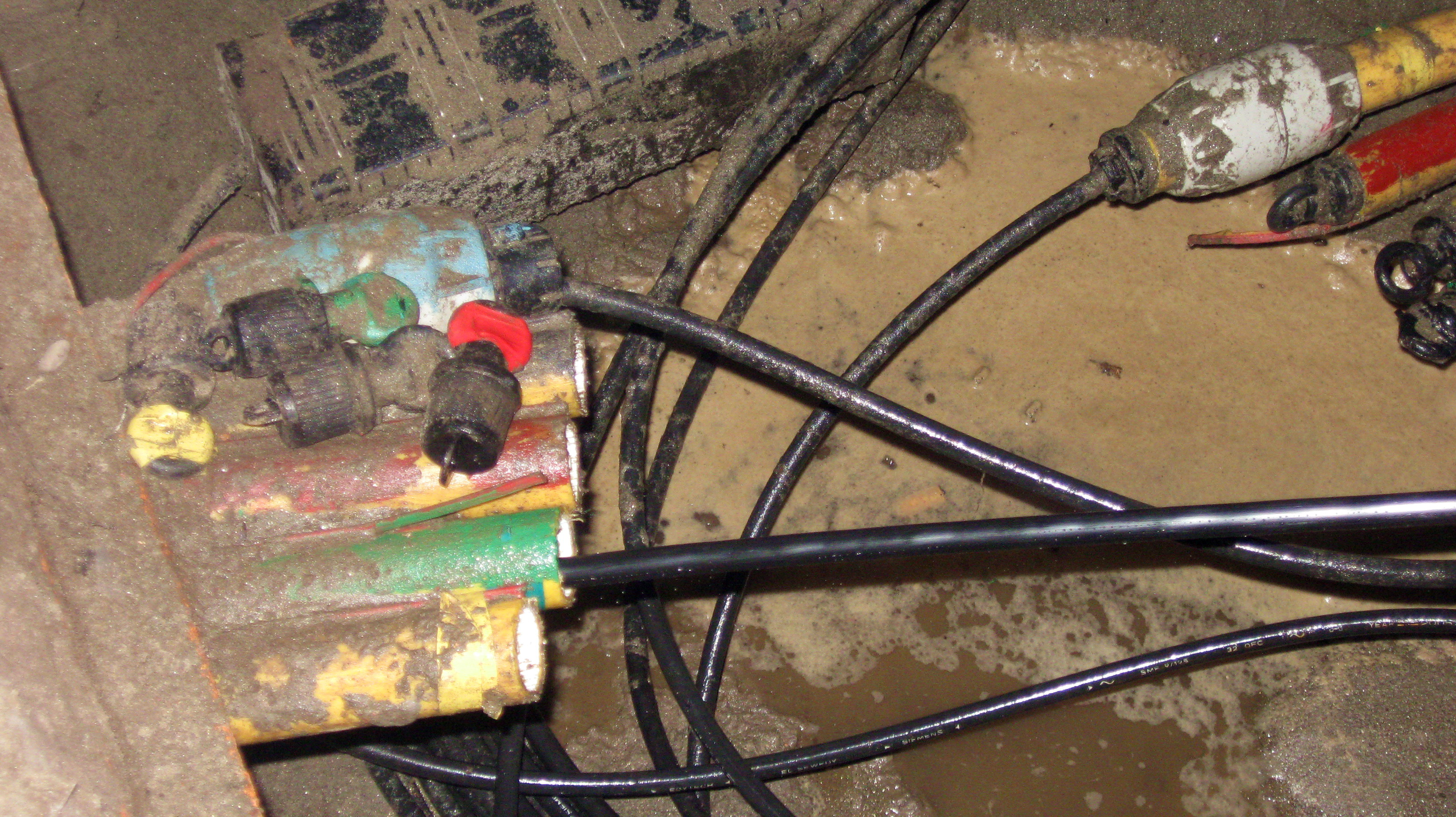
Teleoperatören Banglalink genomför kabelblåsning i Shantinagar, Dhaka.

Kabelblåsning är en teknik för att installera kabel i rör. Tekniken används för att installera fiberkabel men också kopparkablar för telekommunikation eller kraftkabel.

## Traditionell kabeldragning
Traditionellt har kablar dragits genom rören. Vid varje böj kabeln passerade multiplicerades den kraft som behövdes med en friktionsberoende faktor. Denna effekt ledde till att kablar drogs med mycket höga dragkrafter. Den tekniken fungerar på korta sträckor och med kabel som tål mycket höga dragkrafter.

## Blåsning
Med introduktionen av optisk fiber för telekommunikation, vilken gradvis ersätter koppar, kom också behov av en annan teknik för installation. Orsakerna i korthet var, bland annat, att fiber är kostsammare att skarva än koppar och att det då blir fördelaktigare att kunna installera mycket långa kablar utan att skarva och att kablar med fiber kan göras mindre och inte alltid tål de höga dragkrafterna.
Installationsmetoden går ut på att man blåser tryckluft genom röret så att kabeln följer med. Kabeltrumman på vilken kabeln är upprullad vid rörets ingångsöppning måste då få snurra med minsta möjliga motstånd. En fördel är att kabelblåsning gör att kabeln kan gå runt hörn utan att nötas. Metoden har använts sedan 1980-talet.